# THeMIS

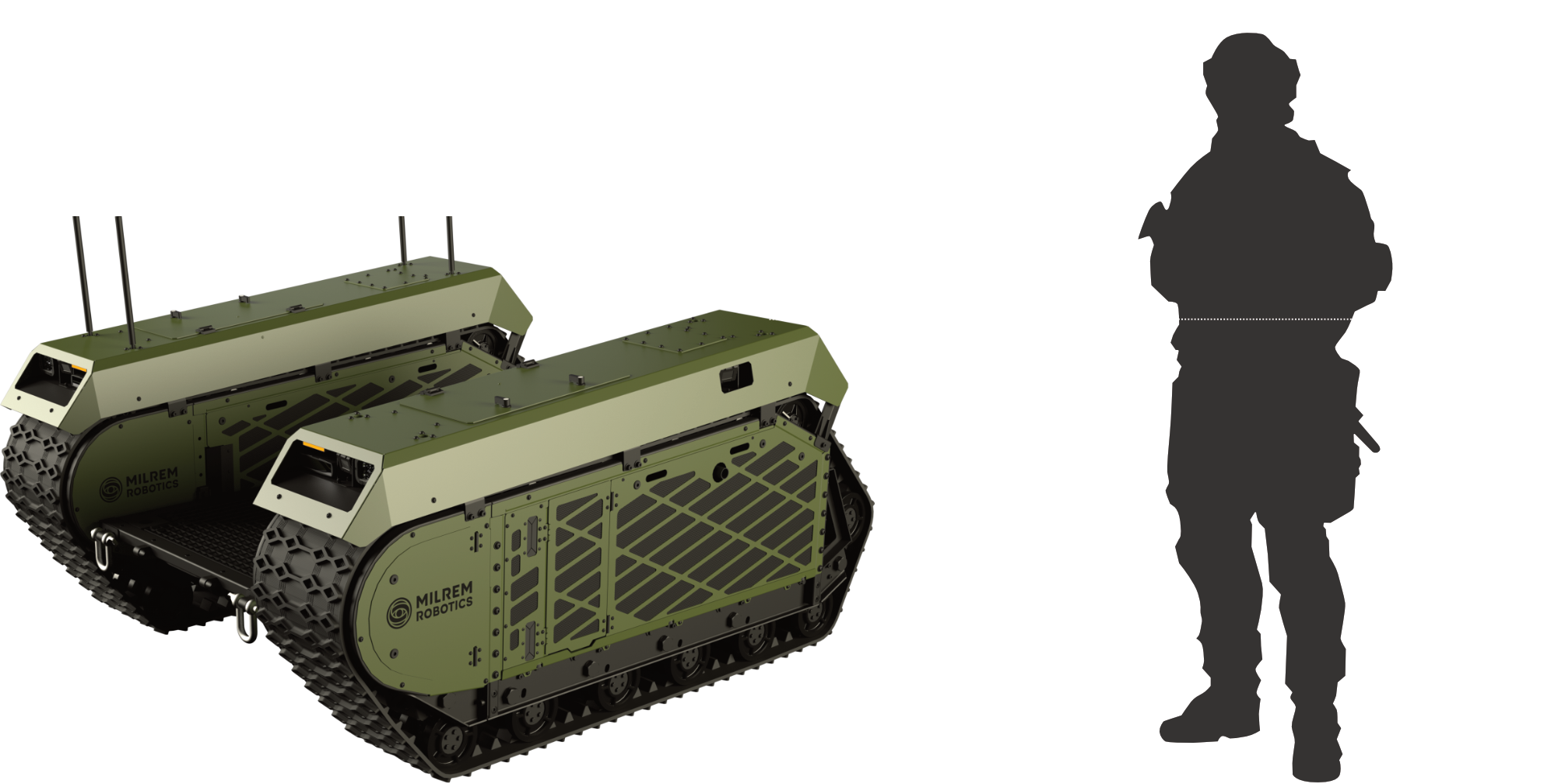
Comparaison de taille

THeMIS, est un véhicule terrestre sans pilote (UGV : Unmanned Ground Vehicle) développé par Milrem Robotics en Estonie. C'est un véhicule d'assistance à l'infanterie, pour la logistique militaire, la reconnaissance ou le support d'armes.

## Description
Escribano Mechanical & Engineering a procédé à l'intégration de leur système électro-optique OTEOS dans le THeMIS.
L’architecture ouverte du véhicule lui confère une capacité multi-missions. L'objectif principal du THeMIS Transport est de soutenir la logistique et d'assurer le réapprovisionnement du dernier kilomètre des unités combattantes en première ligne. Il soutient les unités d'infanterie en réduisant leur charge physique, en augmentant la distance de sécurité, la protection des forces et la capacité de survie.
Les UGV THeMIS Combat assurent un appui-feu direct aux forces de manœuvre. Dotés d'un système d'arme télécommandé auto-stabilisant intégré, ils offrent une haute précision sur de vastes zones, de jour comme de nuit, augmentant ainsi la distance de sécurité, la protection des forces et la capacité de survie. Les UGV de combat peuvent être équipés de mitrailleuses légères ou lourdes, de lance-grenades de 40 mm, de canons automatiques de 30 mmet de systèmes de missiles antichar,.
Les UGV THeMIS ISR disposent de capacités avancées de collecte de renseignements multi-capteurs. Leur objectif principal est d’accroître la connaissance de la situation, d’améliorer le renseignement, la surveillance et la reconnaissance sur de vastes zones ainsi que la capacité d’évaluation des dégâts de combat. Le système peut améliorer efficacement le travail des unités d'infanterie débarquées, des gardes-frontières et des forces de l'ordre pour collecter et traiter des informations brutes et réduire le temps de réaction des commandants. THeMIS est capable de tirer des munitions de mitrailleuses conventionnelles ou des obus de missiles.

## Utilisation
Le 29 septembre 2020, l'Estonie et les Pays-Bas ont officiellement annoncé l'acquisition conjointe de 7 UGV THeMIS. Les armées des deux pays ont déjà testé le système de manière approfondie.
Le système a été exporté vers plusieurs membres et alliés de l'OTAN, notamment l'Australie, la France, l'Allemagne, les Pays-Bas, la Norvège, le Royaume-Uni, l'Ukraine et les États-Unis.
Le 6 septembre 2022, Milrem Robotics a livré des THeMIS adaptés à l'évacuation des blessés (MEDEVAC) et au transport de fournitures vers l'Ukraine. Le 22 novembre 2022, le ministère allemand de la Défense, par l'intermédiaire de Krauss-Maffei Wegmann (KMW), a signé un contrat pour la livraison de 14 THeMIS supplémentaires à l'Ukraine. Le 17 mai 2024 les forces russes capturent un THeMIS endommagé.

## Opérateurs
- Ukraine[7].
- Estonie.
- France[8].
- Inde.
- Espagne: 2022[9].

## Voir également
- Uran-9.
- Uran-14.
- Small Unmanned Ground Vehicle.
- SWORDS.
- Goliath (chenillé).
- BigDog.